# Párizs 4. kerülete
Párizs 4. kerülete (IVe arrondissement) Franciaország fővárosának 20 kerületének egyike. A beszélt francia nyelven ezt arrondissementet quatrième-nek nevezik. Helyileg az 1., 2. és 3. kerületekkel együtt kormányozzák, amelyekkel együtt Párizs 1. szektorát alkotja.
A Hôtel-de-Ville néven is ismert kerület a Szajna jobb partján fekszik.
A 4. kerületben található a reneszánsz kori párizsi városháza, amelyet 1874 és 1882 között építettek át, továbbá a Place des Vosges reneszánsz tér, a nyíltan modern Pompidou központ és a középkori Le Marais negyed élénk déli része, amely ma Párizs melegnegyedeként ismert. (Le Marais csendesebb északi része a 3. kerületben található). Az Île de la Cité keleti részei (beleértve a Notre-Dame de Paris-t), valamint az Île Saint-Louis szintén a 4. kerülethez tartoznak.
A 4. kerület a kis utcáiról, kávézóiról és üzleteiről ismert, de a párizsiak gyakran drágának és zsúfoltnak tartják, így azok számára ajánlott, akik régi épületekre és sokféle kultúra keveredésére vágynak.

## Közlekedés

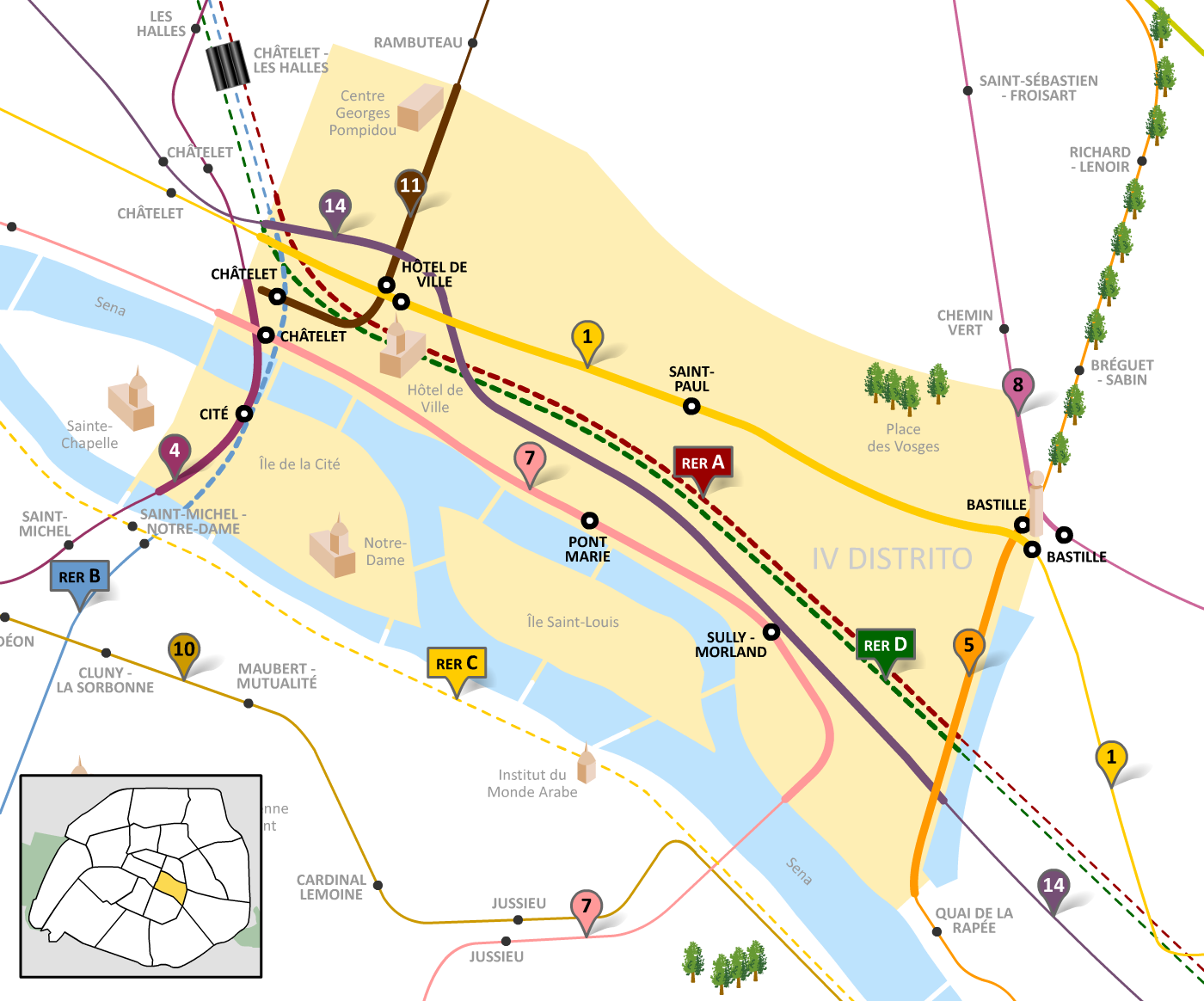
A 4. kerület metró- és RER vonalai

## Népesség
| Lakosok száma | 29 138 | 27 689 | 27 795 | 28 088 | 28 763 | 29 131 | 29 064 | 28 324 | 28 039 |
|               | 2009   | 2013   | 2016   | 2017   | 2018   | 2019   | 2020   | 2021   | 2022   |